# Rockaway Beach (Oregon)
Pour les articles homonymes, voir Rockaway Beach.
Rockaway Beach est une municipalité américaine située dans le comté de Tillamook en Oregon.
Lors du recensement de 2010, sa population est de 1 312 habitants. La municipalité s'étend sur 1,71 mille carré (4,43 km2) dont 0,11 mille carré (0,28 km2) d'étendues d'eau.
La ville actuelle regroupe plusieurs localités fondées à partir de 1909, lors de l'arrivée du chemin de fer sur la côte pacifique. Parmi ces localités, on trouve Rockaway Beach nommée d'après le quartier new-yorkais du même nom. Rockaway Beach devient une municipalité le 14 juillet 1943.